# Okręg wyborczy nr 95 do Senatu Rzeczypospolitej Polskiej
Okręg wyborczy nr 95 do Senatu Rzeczypospolitej Polskiej obejmuje obszar powiatów kępińskiego, krotoszyńskiego, ostrowskiego i ostrzeszowskiego (województwo wielkopolskie). Wybierany jest w nim 1 senator na zasadzie większości względnej.
Utworzony został w 2011 na podstawie Kodeksu wyborczego. Po raz pierwszy zorganizowano w nim wybory 9 października 2011. Wcześniej obszar okręgu nr 95 należał do okręgu nr 35.
Siedzibą okręgowej komisji wyborczej jest Kalisz.

## Reprezentanci okręgu
| Rok  | Rok  | Senator                | Komitet wyborczy                           |
| ---- | ---- | ---------------------- | ------------------------------------------ |
|      | 2011 | Andżelika Możdżanowska | Polskie Stronnictwo Ludowe                 |
|      | 2015 | Łukasz Mikołajczyk     | Prawo i Sprawiedliwość                     |
|      | 2019 | Ewa Matecka            | KKW Koalicja Obywatelska PO .N iPL Zieloni |
| 2023 |      | Ewa Matecka            | KKW Koalicja Obywatelska PO .N iPL Zieloni |

## Wyniki wyborów
Symbolem „●” oznaczono senatora ubiegającego się o reelekcję.

### Wybory parlamentarne 2011
| Kandydat                                                                                      | Kandydat               | Komitet wyborczy             | Głosów | Głosów | Głosów |
| Kandydat                                                                                      | Kandydat               | Komitet wyborczy             | Liczba | %      | +/–    |
| --------------------------------------------------------------------------------------------- | ---------------------- | ---------------------------- | ------ | ------ | ------ |
|                                                                                               | Andżelika Możdżanowska | Polskie Stronnictwo Ludowe   | 36 566 | 30,02  | –      |
|                                                                                               | Rafał Żelanowski       | Platforma Obywatelska RP     | 35 612 | 29,24  | –      |
|                                                                                               | Bartosz Ziółkowski     | Prawo i Sprawiedliwość       | 26 292 | 21,59  | –      |
|                                                                                               | Tomasz Gostomczyk      | Sojusz Lewicy Demokratycznej | 17 030 | 13,98  | –      |
|                                                                                               | Alojzy Motylewski      | KWW Alojzego Motylewskiego   | 6300   | 5,17   | –      |
| Frekwencja: 45,48% Liczba głosów ważnych: 121 800 (96,34%) Źródło: Państwowa Komisja Wyborcza |                        |                              |        |        |        |

### Wybory parlamentarne 2015
| Kandydat                                                                                      | Kandydat               | Komitet wyborczy           | Głosów | Głosów | Głosów |
| Kandydat                                                                                      | Kandydat               | Komitet wyborczy           | Liczba | %      | +/–    |
| --------------------------------------------------------------------------------------------- | ---------------------- | -------------------------- | ------ | ------ | ------ |
|                                                                                               | Łukasz Mikołajczyk     | Prawo i Sprawiedliwość     | 46 949 | 36,68  | +15,09 |
|                                                                                               | Przemysław Krysztofiak | Platforma Obywatelska RP   | 43 694 | 34,14  | +4,90  |
|                                                                                               | Paweł Błaszczyk        | Polskie Stronnictwo Ludowe | 22 476 | 17,56  | –12,46 |
|                                                                                               | Alojzy Motylewski      | KWW Alojzego Motylewskiego | 14 861 | 11,61  | +6,44  |
| Frekwencja: 47,90% Liczba głosów ważnych: 127 980 (95,78%) Źródło: Państwowa Komisja Wyborcza |                        |                            |        |        |        |

### Wybory parlamentarne 2019
| Kandydat                                                                                      | Kandydat             | Komitet wyborczy                           | Głosów | Głosów | Głosów |
| Kandydat                                                                                      | Kandydat             | Komitet wyborczy                           | Liczba | %      | +/–    |
| --------------------------------------------------------------------------------------------- | -------------------- | ------------------------------------------ | ------ | ------ | ------ |
|                                                                                               | Ewa Matecka          | KKW Koalicja Obywatelska PO .N iPL Zieloni | 80 084 | 50,73  | +16,59 |
|                                                                                               | Łukasz Mikołajczyk ● | Prawo i Sprawiedliwość                     | 77 780 | 49,27  | +12,59 |
| Frekwencja: 59,87% Liczba głosów ważnych: 157 864 (96,20%) Źródło: Państwowa Komisja Wyborcza |                      |                                            |        |        |        |

### Wybory parlamentarne 2023
| Kandydat                                                                                      | Kandydat           | Komitet wyborczy                           | Głosów | Głosów | Głosów |
| Kandydat                                                                                      | Kandydat           | Komitet wyborczy                           | Liczba | %      | +/–    |
| --------------------------------------------------------------------------------------------- | ------------------ | ------------------------------------------ | ------ | ------ | ------ |
|                                                                                               | Ewa Matecka ●      | KKW Koalicja Obywatelska PO .N iPL Zieloni | 84 325 | 44,43  | –6,30  |
|                                                                                               | Łukasz Mikołajczyk | Prawo i Sprawiedliwość                     | 70 180 | 36,98  | –12,29 |
|                                                                                               | Piotr Piechowiak   | Konfederacja Wolność i Niepodległość       | 19 201 | 10,12  | –      |
|                                                                                               | Manuela Michalak   | Bezpartyjni Samorządowcy                   | 16 068 | 8,47   | –      |
| Frekwencja: 73,46% Liczba głosów ważnych: 189 774 (97,93%) Źródło: Państwowa Komisja Wyborcza |                    |                                            |        |        |        |